# Clip Mix
Clip Mix ist eine deutsche Fernsehsendung.
Clip Mix wurde seit dem 13. März 2002 werktäglich auf dem Privatsender ProSieben ausgestrahlt. Die Sendung setzt sich aus kleinen Ausschnitten von Fernsehsendern aus aller Welt zusammen. Dort wurden kuriose Geschichten von Menschen, skurrile Szenen aus deutschen Talkshows, sowie spektakuläre Bilder aus dem Sport gezeigt. Außerdem wurde aus dem Programm vom Sportkanal Sport1 die Serie Fish and Clips gesendet. Moderiert wurde Clip Mix von Sonya Kraus und Alexander Mazza.
Die Sendung wurde im Jahr 2002 ausgestrahlt, jedoch in späteren Jahren wiederholt.